# Janusz Kokot
Janusz Kokot (ur. 1 maja 1960 w Kaliszu) – polski malarz, rysownik, nauczyciel wychowania plastycznego.

## Życiorys
Janusz Kokot urodził się 1 maja 1960 w Kaliszu w województwie Wielkopolskim.
W 1980 r. ukończył Państwowe Liceum Sztuk Plastycznych im. Jacka Malczewskiego w Częstochowie. Następnie rozpoczął studia w Wyższej Szkole Pedagogicznej w Częstochowie, w Instytucie Artystycznym. W tym czasie jego zainteresowania skupiały się na grafice warsztatowej i użytkowej. Od drugiego roku studiów był studentem profesora Grzegorza Banaszkiewicza, który prowadził zajęcia z grafiki warsztatowej i użytkowej. W 1986 r. zdobył tytuł magistra wychowania plastycznego, promotorem jego pracy był prof. Andrzej Niekrasz. Po otrzymaniu dyplomu przez rok uczył wychowania plastycznego w Szkole Podstawowej nr 7 w Kaliszu, później pracował przez krótki czas w Ośrodku Kultury Plastycznej „Wieża Ciśnień”, również w Kaliszu. Po dwóch latach pracy w instytucjach państwowych zaczął utrzymywać się z projektowania na zlecenie. Podczas swojej kariery artystycznej Janusz Kokot został również doceniony przez Jerzego Dudę-Gracza, który pochwalił go za realizm i rzemiosło artystyczne.
Bliska mu jest twórczość Michała Anioła, Rembrandta, twórczość małych mistrzów holenderskich z XVII wieku, Goyi, polskich i rosyjskich malarzy końca XIX wieku. Inspiracją byli dla niego też Piotr Potworowski, Roman Opałka, Gerhard Richer, a także prace licznych przyjaciół ze studiów, wystaw i plenerów malarskich.
Jego nazwisko jest zawarte w wielu katalogach Galerii Sztuki Współczesnej, tekst do jednego z nich napisał Jan Tarasin, który był zarówno jego przyjacielem, jak i nauczycielem.

## Życie rodzinne
Na studiach poznał przyszłą żonę – Sylwię. Pod jej wpływem udali się w 2007 r. do Afryki. Podróż była realizacją marzenia żony. Po jej śmierci pracował w rodzinnym domu dziecka w Kampali w Ugandzie, gdzie poznał swoją obecną żonę, Victorię. Ślub wzięli w 2009 roku. Jest też ojcem dwójki dzieci.

## Twórczość
Nagrody i wyróżnienia
- 1990 III Ogólnopolskie Triennale Akwareli, Lublin – wyróżnienie
- 1991 II Salon Plastyki EGERIA Ostrów Wielkopolski – nagroda
- Ogólnopolski Konkurs Plastyczny “Częstochowa 91” Galeria Bon Art, – wyróżnienie honorowe, nagroda fundowana[7]
- 1992 III Salon Plastyki EGERIA Ostrów Wielkopolski – Grand Prix[8]
- 1993 XXX Ogólnopolska Wystawa Malarstwa “Bielska Jesień”, Bielsko-Biała – wyróżnienie[9]
- 1994 IV Salon Plastyki EGERIA, Ostrów Wielkopolski – Grand Prix[8]
- 1997 Triennale z martwą naturą, Sieradz – 2 nagroda
- 2000 Triennale z martwą naturą, Sieradz – 2 nagroda[2]
- 2003 Triennale z martwą naturą, Sieradz – wyróżnienie honorowe[2]
- 2006 Triennale z martwą naturą, Sieradz – Grand Prix Nagroda Ministra Kultury i Dziedzictwa Narodowego[10]
- 2012 Kaliskie Biennale Rysunku i Grafiki “Próba 1”, Galeria im. J. Tarasina, Kalisz – Grand Prix[11]
- 2017 Kaliskie Biennale Sztuki AKUMULACJE, Kalisz – wyróżnienie[2]

Aukcje
- 2021 Sopocki Dom Aukcyjny – obraz „Twelve” 70 × 70 cm[12], obraz „Nowe Miasto” 70 × 70 cm[13]
- 2021 DESA UNICUM – obraz „Złota Savanna” 44,5 × 60 cm[14]